# 商都県
商都県（しょうと-けん）は、中華人民共和国内モンゴル自治区ウランチャブ市に位置する県。
中温帯半乾燥モンスーン型気候で、毎年の雨量は平均していないため農業発展は妨げられていた。近年は区域化・規模化・特色化した方式で精緻農業が発展し、普通に野菜作りがされるようになった。
鉱産資源が豊富で、鉄鉱石の他に、珪藻土、石灰石、石英、苦灰石、長石、蛍石、カオリナイト、白泥、硝石、水晶、重晶石、石膏、花崗岩、湖塩、耐火粘土、ミネラルウォーター等を産出する。

## 行政区画
6バルガス（鎮）、4郷を管轄：
- バルガス（鎮）：七台鎮、十八頃鎮、イフ・ハシャート・バルガス（大黒沙土鎮）、西井子鎮、屯墾隊鎮、小海子鎮
- 郷：大庫倫郷、モド（卯都）郷、ボル・ホジル（玻璃忽鏡）郷、三大頃郷